# 2014年アイスホッケー世界選手権
2014年アイスホッケー世界選手権（2014 Men's World Ice Hockey Championships）は、国際アイスホッケー連盟によって開催された第78回目のアイスホッケー世界選手権である。トップディヴィジョンからディヴィジョンIIIまで4つのディヴィジョンで48か国が参加。各ディヴィジョンの結果に応じ2015年アイスホッケー世界選手権でのディビジョンが振り分けられた。

## チャンピオンシップ
トップディヴィジョンは2014年5月9日から25日にミンスク（ ベラルーシ）で開催された。ベラルーシでの開催は初。
最終順位
1. ロシア
2. フィンランド
3. スウェーデン
4. チェコ
5. カナダ
6. アメリカ合衆国
7. ベラルーシ
8. フランス
9. スロバキア
10. スイス
11. ラトビア
12. ノルウェー
13. デンマーク
14. ドイツ
15. イタリア  — 次回大会ディヴィジョン I Aに降格
16. カザフスタン  — 次回大会ディヴィジョン I Aに降格